# Благой Бояджиев
Благой Стефанов Бояджиев е български общественик от Македония.

## Биография
Благой Бояджиев е роден на 22 март 1891 година в град Лерин, тогава в Османската империя. Брат е на Георги Бояджиев. Средно образование получава във френския лицей в Солун. От есента на 1912 година учи във Висшето търговско училище в Париж, което завършва в 1914 година. Работи за кратко в Триес и Генуа. Защитава докторат в Цюрихския университ в 1919 година, а още в 1918 година е член и първи председател на студентското дружество „Македония“. От 1920 година живее в Скопие и работи в търговското сдружение. През 1927 година се премества в България.
През 1930 година е председател на Леринското благотворително братство.
Умира в София на 18 октомври 1970 година.